# 张汉源
丹斯里张汉源（1924年6月21日—2020年3月15日），男，马来西亚华裔政治人物，前卫生部长（1978年－1982年）、交通部长（1983年－1986年）。

## 生平
张汉源祖籍广东，生于吉隆坡。曾在吉隆坡维多利亚英文学校学习。1949年毕业于新加坡莱佛士学院。后在马来亚巴生市英文中学任教。1952年获奖学金赴英国剑桥大学深造，获硕士学位。1955年返回马来亚，历任政府国务秘书助理、首相署职员、财政部秘书长等职。1974年当选国会议员。1978年至1983年，任卫生部长。1983年至1986年，任交通部长。1979年至1985年，任馬來西亞華人公會总秘书。2020年3月15日逝世。